# 학천군
학천군 이징(鶴川君 李澄, 1375년 ~ 1435년 8월 21일)은 고려 시대 말기 무관 관료를 지낸 조선 초기의 왕족 종실 겸 무신이며 문관 겸 정치인이다.

## 생애
의안군 이화의 삼남(三男, 셋째아들)으로 출생한 그는 고려 우왕 치세 시기이며 고려 시대 말기이던 1387년 음서로 산원(散員)에 발탁되어 이후 1390년부터 1392년까지 2년간 낭장(郎將)을 역임하였으며 이처럼 우왕·창왕과 공양왕을 섬기다가 1392년 고려가 멸망하고 조선이 건국되자 같은 해 1392년에 큰아버지 조선 태조 이성계로부터 학천군(鶴川君)에 책봉되어 조선 왕족 종실 겸 무관 관료로 입각하였고 4년 후 1396년 1월에 문과 급제하였다. 이후 정헌대부와 공조판서를 거쳐 형조판서를 역임하였다.
1412년(태종 12) 5월에는 우군총제 직위를 제수받았으며 2년 후 1414년 9월 하절사로 명나라 남경에 다녀왔다. 3년 후 1417년 7월 동지돈녕부사에 발탁되었고 이듬해 1418년 4월 좌군도총제에 보임되었다. 1년 후 1419년(세종 1) 7월에는 표전사신(表箋使臣)이라는 지위를 받아 명나라 징스에 가서 명 영락제를 알현하고 같은 해 1419년 10월에 귀국하였다.
1423년(세종 5) 5월 지돈녕부사를 거쳐 같은 해 1423년 12월에는 경상도 좌도병마절제사에 임명되었고 1425년(세종 7) 중군도총제로 보임되었으며 이듬해 1426년(세종 8) 3월에는 절일사(節日使)로 명나라 옌징에 다녀왔으며 같은 해 1426년 6월에는 유후사선위사(留後司宣慰使)의 지위를 받아 다시 명나라 옌징에 다녀왔다.
이후 1429년 판좌군부사, 1432년 3월에는 판중추원사를 거쳐 1434년 9월에 지돈녕부사를 지내다가 이듬해 1435년 8월에 별세하였다.